# 八幡郵便局 (福岡県)
八幡郵便局（やはたゆうびんきょく）は、福岡県北九州市八幡東区にある郵便局。民営化前の分類では集配普通郵便局であった。

## 概要
住所：〒805-8799 福岡県北九州市八幡東区中央2-8-8

### 分室
分室はなし。かつて存在した分室は以下のとおり。
- 製鉄事務所内分室 - 1948年（昭和23年）に廃止。

## 沿革
- 1897年（明治30年）10月21日 - 八幡郵便電信局として開設。同年11月20日より為替・貯金取扱を開始[1]。
- 1903年（明治36年）4月1日 - 通信官署官制の施行に伴い八幡郵便局（三等）となる。
- 1906年（明治39年）
  - 3月16日 - 電話通話事務を開始[2]。
  - 9月11日 - 電話交換業務および電話加入者の託送電報取扱を開始[3]。
- 1908年（明治41年）11月16日 - 等級を三等から二等に改定[4]。
- 1932年（昭和7年）12月15日 - 八幡市通町八丁目に保険分室を設置[5]。
- 1947年（昭和22年）
  - 1月21日 - 製鉄事務所内分室を設置[6]。
  - 12月11日 - 郵便局で取扱う電話通話事務を除く電話事務を八幡電話局に移管[7]。
- 1948年（昭和23年）
  - 4月21日 - 製鉄事務所内分室を廃止。
  - 8月20日 - 八幡市通町九丁目から同市通町七丁目に移転。
- 1958年（昭和33年）6月1日 - 電話通話および和文電報受付事務の取扱を開始。
- 1998年（平成10年）9月1日 - 外国通貨の両替および旅行小切手の売買に関する業務取扱を開始。
- 2007年（平成19年）10月1日 - 民営化に伴い、併設された郵便事業八幡支店に一部業務を移管。
- 2012年（平成24年）10月1日 - 日本郵便株式会社発足に伴い、郵便事業八幡支店を八幡郵便局に統合。
- 2019年（平成31年）2月18日 - 八幡西郵便局から郵便物の集配業務が移管される。

## 取扱内容
- 郵便、印紙、ゆうパック、内容証明
- 貯金、為替、振替、振込、国際送金、国債、投資信託
- 生命保険、バイク自賠責保険
- ゆうちょ銀行ATM
- 北九州市八幡東区内の全域および北九州市八幡西区内の一部地域の集配業務
- ゆうゆう窓口

## 周辺
- 製鉄記念八幡病院
- 八幡東区役所
- 八幡東警察署
- 北九州市立大谷球場
- スペースワールド（閉鎖）
- イオンモール八幡東
- 国道3号

## アクセス
- JR鹿児島本線 スペースワールド駅から徒歩約17分
- 西鉄バス 中央二丁目停留所下車
- 北九州高速4号線 大谷出入口から北へ約700m
- 駐車場あり：17台